# 記録的短時間大雨情報
記録的短時間大雨情報（きろくてきたんじかんおおあめじょうほう）は、1時間に100ミリ前後の数年に一度程度しか起こらないような猛烈な雨が観測された場合に気象台が発表する気象情報で、大雨警報の発表中に更なる警戒を呼び掛けるもの。

## 歴史
この情報が創設された背景には、死者・行方不明者299人を出した1982年7月23日・24日の長崎大水害（昭和57年7月豪雨）の教訓が大きく、加えて翌年も大雨災害（昭和58年7月豪雨）が発生したことで、大雨に関する情報の改善の要求が高まったことがある。
従前より問題となっていたのが住民・行政双方における大雨警報が頻繁に出ることへの「慣れ」だが、長崎大水害では災害前の2週間に長崎県内で4回（7月11日・13日・16日・20日）の大雨警報発表があったが長崎市内では被害がなかったため、警戒感の麻痺があった可能性が指摘されている。また情報について、同じパターンの警報文や数字だけでは事態の異常さが伝わりにくいことが問題となった。長崎大水害では、1時間雨量が100ミリを超える猛烈な雨が約3時間続いたうえ、長浦岳（長崎市北西郊外）で観測された1時間雨量153ミリはその地点での最多のみならず国内全地点でも2位となる事態だった。気象台は警報発表後約1時間に1回のペースで激しい雨の地域や各地の雨量を示す府県大雨情報（気象情報）を発表していたものの、警報文はそれまでの2週間の警報と同じで、雨量が記録的な値であることが伝わりにくかった。
1983年（昭和58年）10月の開始当初は、記録的雨量が観測されたときに府県大雨情報（大雨時の気象情報）を速やかに発表する形式だった。従来と変わらない「大雨に関する情報」の表題で、「記録的な強い雨を観測しました」で始まる本文により警戒を呼び掛けていた。アメダスの観測値の累年記録を参考に数年に一度しか現れない値を基準値として、全国を80の区域に分け設定。基準値の最頻値は60ミリ（最小40ミリ - 最大100ミリ）だった。
1986年（昭和61年）4月から、従来の情報と区別した「記録的短時間大雨情報」の表題での発表を開始した。当初の意図とは異なり継続時間の短い雷雨での発表の例が多かったため、これを抑制する運用の見直しが行われた。
記録的短時間大雨情報の検討段階では、警報より高いレベルの「スーパー警報」にあたる情報を設けるべきという意見もあった。後に、報道に対する注意喚起として1993年には記録的短時間大雨情報はスーパー警報にはあたらないという報道機関等向けお知らせを気象庁予報部が発出したこともある。この役割はその後、2013年（平成25年）創設の特別警報が担うことになる。
1994年（平成6年）6月には5kmメッシュの解析雨量を導入。レーダーによるエリア各地の雨量をアメダス各地点の雨量で補正して求めるもので、雨量計から離れたエリアをカバーする。また、多くの地域で基準を引き上げ最頻値は80ミリ（最小40ミリ - 最大120ミリ）となる。その後解析雨量の精度向上に合わせて数度改定がある。2.5kmメッシュとなった2001年（平成13年）4月には再び多くの地域で基準を引き上げ最頻値は100ミリ（最小60ミリ - 最大120ミリ）となる。2003年（平成15年）3月には1kmメッシュとなったが、これに伴い発表頻度の急増を抑えるため、隣接する3格子での基準超過を一時的に採用した。2010年（平成22年）3月に精査の上一部地域で基準を引き上げる対応ができると、隣接3格子の基準は廃止され1格子に戻った。
雨量解析の間隔は、レーダー解析雨量の導入当初は1時間ごとだったが、2003年6月から30分ごと、2016年（平成28年）から10分ごととなっている。
2012年（平成24年）5月には、レーダー解析雨量で80ミリ以上に限って1の位を切り捨てていた算出式を変更し1の位を四捨五入に統一、これに伴い一部地域で基準を引き上げた。
なおこの間、2005年（平成17年）から2008年（平成20年）にかけて土砂災害警戒情報が開始。大雨警報の基準が、2008年に従来の雨量に加えて土壌雨量指数を併用、2010年に土砂災害基準を土壌雨量指数に一本化、2017年（平成29年）に浸水害基準を表面雨量指数に変更する改正が順次行われた。また、危険度分布（キキクル）の提供開始、警戒レベルの導入など情報はさらに拡充されている。
2010年から2014年の342回の発表例について災害発生状況を調べた報告では、記録的短時間大雨情報で言及された雨量を観測した市町村の約6割で土砂災害または浸水害が発生しており、隣接市町村を含めると7割強となる。発生しなかった事例の多くは、解析雨量の基準超過が1格子のものや、人家が少ない地域のものであった。

## 情報の内容
記録的な雨が降った場所と観測時刻及び1時間雨量のみで、簡潔な内容となっている。これは、記録的な大雨が降っていることを周知させ、より一層の警戒を呼びかけるためである。
情報はアメダスなどの観測所（気象庁以外の観測所の雨量も含まれる）で実際に観測された雨量に加え、レーダー解析による雨量も使用される。初めに「○○時○○分○○県で記録的短時間大雨」という表記で、観測時刻と観測された位置の府県予報区を伝える。次に、具体的な雨量と詳細な位置が記される。観測所の場合は「○○市○○で○○○ミリ」などの表記で、雨量は1ミリ刻み。レーダー解析による雨量の場合は「○○市付近で約○○○ミリ」という表記で、雨量は「約」を付けて10ミリ刻み、120ミリを超える場合は常に「120ミリ以上」の表記となる。府県予報区または1次細分区域の中の複数の市区町村で基準を超過した場合、その市区町村名が列記される。
気象庁防災情報XML形式の電文配信に用いるデータ種類コードは、「VPOA50」が割り当てられている。

## 発表基準
大雨警報や大雨特別警報がすでに発表されている地域で、予め定められた1時間雨量の基準を上回ったときに発表される。土砂災害、浸水害の危険度分布（キキクル）で「 /危険」（警戒レベル4相当）が出現した地域に相当する。
基準値は各地の歴代1位または2位の記録を参考にして1次細分区域ごとに定められ、府県内で同じ場合は1区域として、計65区域となる。北海道、東京都、新潟県、兵庫県、岡山県、徳島県、沖縄県は同都道県内で基準が異なる。気象庁ホームページに掲載されている2019年（令和元年）6月4日時点の基準では、最も多い値（最頻値）は30区域で採用されている100ミリ。最も低いところは北海道のうち宗谷支庁、後志地方、釧路地方および根室地方、東京都のうち小笠原諸島、新潟県のうち佐渡、福井県の80ミリ。最も高いところは三重県、徳島県南部、高知県、宮崎県、鹿児島県、沖縄県のうち宮古島地方と石垣島地方の120ミリ。
雨量データは、気象庁の気象官署・アメダスの雨量計、これを元に補正したレーダー解析雨量、加えて都道府県などが設置する全国約10,000か所の雨量計から収集する。各雨量計および全国を1km四方で区切ったメッシュ（格子）それぞれ、10分おきにそれまでの1時間降水量を監視し、府県予報区または1次細分区域ごとに基準を超えた場合に発表する。
なお、人家がごく少ない山間部などで過去の災害発生状況から重大な災害に結びつかないと判定できるような区域は、関係機関と協議の上、発表対象から除外している。また解析雨量に限り、熱雷などの短時間で局地的な雨で、必要がないと判断できる場合には発表しない。基準を超える雨が発生した時点で大雨警報を発表していない場合、警報発表を検討し、警報発表後に記録的短時間大雨情報を発表する。あるいは、警報の必要がないと判断した場合には、記録的短時間大雨情報も発表しない。
基準を超える雨が発生した場合、その都度発表する。ただし、一度発表した後、解析雨量で1時間以内に同じ地域内で発生した場合は、先に発表に利用した雨量より20ミリ以上多い場合のみ発表する。